# Helen Glover
Helen Glover, född 17 juni 1986 i  Truro, Cornwall, Storbritannien, är en engelsk roddare och OS-guldmedaljör.

## Karriär
Helen Glover började läsa på University of Wales Institute, Cardiff om sport och träningsvetenskap men gick över till att studera vid University College Plymouth St Mark & St John för att undervisa förskolebarn i gymnastik. När hon 2008 undervisade i Bath i Somerset började hon med rodd. 2010 bestämde sig Glover för att satsa på rodd på heltid och sade upp sig från sitt lärarjobb. Efter att två månader senare blivit uttagen till landslaget fick hon sponsring från National Lottery. Hon blev ihopparad med Heather Stanning och vid VM i Lake Karapiro tog de en silvermedalj. Tillsammans med Stanning vann hon en guldmedalj i tvåa utan styrman vid OS i London 2012.
Vid de olympiska roddtävlingarna 2016 i Rio de Janeiro tog Glover och Stanning återigen guld i tvåa utan styrman.
I maj 2023 vid EM i Bled tog Glover silver tillsammans med Heidi Long, Rowan McKellar och Rebecca Shorten i fyra utan styrman. I september 2023 tog de brons tillsammans i fyra utan styrman vid VM i Belgrad.
I april 2024 vid EM i Szeged tog Glover guld i fyra utan styrman tillsammans med Esme Booth, Samantha Redgrave och Rebecca Shorten.